# 正しい王子のつくり方
『正しい王子のつくり方』（ただしいおうじのつくりかた）は、テレビ東京系列ほかで、2008年1月8日から3月25日まで、毎週火曜日の17:30 - 18:00（JST）に放送されたテレビドラマである。全12話。字幕放送（一部地域を除く）・ハイビジョン制作。

## 概要
『美容少年★セレブリティ』の後番組に放送されるのが本作だが、前作までの製作会社であるマーベラスエンターテイメントに代わってポニーキャニオンが製作に関わっている。これは、『セレブリティ』のスポンサーであるマーベラスの途中降板が関係しているといわれている。それと同時に、制作もアットムービー・クリエイティヴから、『美味學院』や『女子アナ一直線!』を制作したデジタルハリウッド・エンタテインメントに代わっている。
物語は「イケてない男子（ネガティブな男子）」たちを女子達の手で「イケてる王子（ポジティブな男子）」に変えていく、という展開で進んでいく。前作同様「変身」の要素を含んでおり、外見のみならず、内面も変身させていく中で、プロデュースされる男子も、プロデュースする女子も共に成長していく過程が描かれている。そのこともあって、基本的には女性が主導権を持つストーリー構成となっている。ただし、出演者の扱いは明らかに男子側がメインとなっており、あくまでも本作が女性ターゲット向けに作られているということを物語っているといえる。なお、主役クラスの男子は通称「○○王子」と呼ばれている。

## あらすじ
女子高生がイケてない男子とペアを組み、自分好みのイケメンにプロデュースしていく学園コメディー。
長い歴史を持つ聖花女子学園に、名門男子高・秀学館との合併話が持ち上がり、選抜された男子生徒が聖花女子学園へ試験的に転入することになった。だが、期待を膨らませる女子生徒たちの前に現れたのは、揃いも揃って外見や性格に難ありな辰哉をはじめとする10名の男子。実は秀学館と一文字違いの衆学館が聖花女子学園の合併先だったのだ。あまりにもひどすぎる男子たちの姿に、これではいかんと一念発起した女子生徒たちは彼らを変えるお手伝いをすべく、男子改造計画、略して「王子プロデュース」を実行する。

## キャスト

### 聖花女子学園2年A組
篠崎 辰哉（しのざき たつや）
演 - 柳浩太郎（D-BOYS）
読書好きで自分の世界を持ち、周りに興味を示さない。そのため、「王子プロデュース」を下らない物だと思っていた。しかし「王子プロデュース」によって他の男子たちが変わっていくのを目にするうちに、少しずつだが、その考え方が変わってきている。そして、なみの飾らないアプローチに応えようとするが、それがプロデューサーとしての責任からだと知り、心を閉ざしてしまう。だが、修理之介たちの企みで急遽プリンスコンテストに代役で出場することになり、心から変わりたいと思う気持ちから一歩前に踏み出し、なみに感謝を伝えることができた。発言の最後に「以上」をつける癖がある。
結城 なみ（ゆうき なみ）
演 - 緑友利恵
2年A組の学級委員長。人から頼まれるとイヤと言えない。当初は「王子プロデュース」のまとめ役だったが、芙柚子に押し付けられる形で、辰哉のプロデュースを引き受けるも、なかなかそれが進まない焦りがあった。仙川のアドバイスで一時は上手くいきかけたものの、プロデューサーとしての責任が果たせると口にしたことから、辰哉の心を閉ざしてしまい、プロデューサー失格だと落ち込む。そんな時、プリンスコンテストの代表に選ばれた修理之介からプロデュースに就くよう依頼される。だが、修理之介たちの策略でプリンスコンテスト会場に辰哉と二人きりにされた時、笑ってほしかったからプロデュースしてきたという思いを伝えた。
秦 修理之介（はた しゅりのすけ）
演 - 相葉弘樹
平安時代から続く大財閥の一人息子だが、超ナルシストで俺様キャラ。手近にあった布だからと言う理由で春香の制服のリボンで汚れた靴を拭き、彼女の気持ちを傷つけたことが原因で、一時は女子たちから総スカンを食らってしまう。しかし自らの行動を反省し、春香の代わりに焼きいも大会の委員になって準備を進める中で関係を修復し、その後は互いを「はるたん」「しゅりにゃん」と呼び合うバカップル状態に。同様に他の女子たちとも関係を修復し、なみから麒麟の身辺調査を依頼された時も快諾している。辰哉がなみに思いを寄せていることを見抜き、彼女を自分のものにすると宣戦布告する一方で、なみには代表に選ばれたプリンスコンテストの出場条件としてプロデューサーになるよう依頼。だが、これらは辰哉の王子プロデュースを完了させるためにみんなで仕組んだもので、わざとプリンスコンテストの時間変更を知らせた上で（実際のプリンスコンテストは時間変更なしで開催）、自分を含めた男子全員が嘘の事情で不在となる状況を作り、辰哉を代役で出演させるように仕向けた。
相馬 史造（そうま ふみぞう）
演 - 滝口幸広
口数が少なく、見た目が強面なため、不良に見られる。しかし本当は硬派で、義理人情に厚い。植木職人をしている父親の仕事を手伝うために、学校を休みがちなため、一年留年している。
野田 隼人（のだ はやと）
演 - 武田航平
オタク風の外見に自信を持てず、携帯のメールでしかコミュニケーションが取れない（しかもメールでのキャラは普段とまったくの別人）。それを逆手に取り、岬がメールでプロデュースを進めていくうちにイケメンに変身。しかし二人が一緒のところに居合わせた辰哉が恋人みたいだと言ったことが原因で、岬にプロデュース担当を下りるようメールしてしまう。プロデュースの過程で岬のことが好きになり、意識するあまりに避けていたが、自分の発言に責任を感じた辰哉と相談を受けたなみの助力により、岬と直接会話し、自分の思いを伝えることができた。兄がいるが、怖くて兄弟げんかをしていない。
吉行 麒麟（よしゆき きりん）
演 - 桐山漣
いつもおちゃらけていて、嘘や知ったかぶりの薄っぺらい言葉ばかり並べている。小学校の時に両親が離婚し、母方に引き取られて以来困窮した生活を送っていることを恥ずかしく思い、誰とも話さなくなったことから無視され始め、小・中学校といじめに遭っていた。そんな自分を変えようとして、高校では本音を隠し、調子のいいキャラになっていたが、結局変われずにいた。現在は複数のバイトを掛け持ちしながら生計を支え、病気で入院している母親の面倒も見ている。かつて自分をいじめていた徹平に女子更衣室を盗撮した罪を着せられ、自らの無実を訴えても女子たちに信じてもらえずにいたが、麒麟の抱えていた事情を知った夏輝の訴えと、山崎の悪事が明らかになったことから、その疑いは晴れた。母親がキリンのアップリケを付けた白い手袋を肌身離さず持っている。
品川 春香（しながわ はるか）
演 - 松嶋初音
修理ノ介のプロデュース担当。イマドキの女子高生。ミーハーで、必要以上に超ポジティブ思考の持ち主。
柴田 千晶（しばた ちあき）
演 - 近藤彩希
史造のプロデュース担当。物静かな少女。不器用さゆえに、なかなか自分をアピールできないでいるが、芯の強さを持っている。史造をおびき寄せる目的で樹と要に囚われた時、彼らに携帯電話とメガネを壊されるが、それ以降はコンタクトに変えている。
越野 岬（こしの みさき）
演 - 通山愛里
隼人のプロデュース担当。明るく人付き合いがよく、自分の意志を持っているしっかり者。一人っ子である。
桐生 夏輝（きりゅう なつき）
演 - 秋元才加
麒麟のプロデュース担当。学園で数少ない体育会系で、バレー部部長を務める。見た目からは想像できないほど、男子相手でも容赦なく強いが、裁縫は不器用。麒麟にはナッキーと呼ばれている。
佐野 芙柚子（さの ふゆこ）
演 - 有末麻祐子
学園一の美少女で、モデルのバイトをしている。「王子プロデュース」の発案者。辰哉のプロデュースを担当するが、辰哉がなみと親しくしている姿を面白くなく思っている。その後、モデルの仕事が忙しくて、なかなか学校に来られない事を理由にプロデュースを降り、なみに押し付けた。聖花女子学園で開催されるプリンスコンテストへの男子の参加を提案。
足利 健（あしかが けん）
演 - 熊井幸平
九州出身。応援団風で暑苦しい。
渋川 守（しぶかわ まもる）
演 - 吉田友一
メガネ姿のガリ勉。カメラが趣味。
星野 楽（ほしの がく）
演 - 中川真吾
音楽魂に燃えていて、いつもギターを片手にフォークソングを熱唱している。
染谷 太一（そめや たいち）
演 - 川素広海
晋平の双子の兄で、いつも紙吹雪を撒きながらいいカッコをつけたがる。
染谷 晋平（そめや しんぺい）
演 - 川素深海
太一の双子の弟でオネエキャラ。裁縫や編み物が得意。

#### ギャル集団・ギャルズ
春香と仲良しのイマドキ女子高生グループ。
桐山 燈子（きりやま とうこ）
演 - 里久鳴祐果
ギャルズの一人。
長谷川 愛（はせがわ あい）
演 - 永瀬麻帆
ギャルズの一人。

#### スポーツ軍団・クノイチ
運動系の女子グループ。
安藤 ひとみ（あんどう ひとみ）
演 - 西秋愛菜
クノイチの一人で、夏輝とともにバレー部に所属。
城戸 小春（きど こはる）
演 - 宮澤佐江
クノイチの一人で、夏輝とともにバレー部に所属。

#### イケてるガール・イケガルル
他校生の憧れの的となっているオシャレグループ。
北川 れいな（きたがわ れいな）
演 - 近藤未来
芙柚子とともに行動するオシャレグループ・イケガルルの一人で、健のプロデュース担当。
鈴木 ナオミ（すずき なおみ）
演 - 楓
芙柚子とともに行動するオシャレグループ・イケガルルの一人で、守のプロデュース担当。
田中 みう（たなか みう）
演 - 気谷ゆみか
芙柚子とともに行動するオシャレグループ・イケガルルの一人で、太一のプロデュース担当。
小倉 奈々（おぐら なな）
演 - 藤倉幸子
芙柚子とともに行動するオシャレグループ・イケガルルの一人で、楽のプロデュース担当。
鮎河 マリエ（あいかわ まりえ）
演 - 宮崎美穂
芙柚子とともに行動するオシャレグループ・イケガルルの一人で、晋平のプロデュース担当。
玉城 ジェーン（たましろ ジェーン）
演 - 比嘉バービィ
芙柚子とともに行動するオシャレグループ・イケガルルの一人。
水原 沙耶（みずはら さや）
演 - 吉川まりあ
芙柚子とともに行動するオシャレグループ・イケガルルの一人。
西山 優（にしやま ゆう）
演 - 境絵里加
芙柚子とともに行動するオシャレグループ・イケガルルの一人。
大河内 紀香（おおこうち のりか）
演 - 黒田穂奈美
芙柚子とともに行動するオシャレグループ・イケガルルの一人。

### 聖花女子学園教職員
小関 駿（こせき しゅん）
演 - 桜井聖（第1話）
校長。女子たちに学園の共学化と男子の試験転入を告げる。
山崎 京太（やまさき きょうた）
演 - 河合龍之介
2年A組の担任で英語を担当。イケメンで女子からの人気が高かったが、「王子プロデュース」で男子たちが変わっていくにつれてその地位も奪われ、とうとうオヤジ呼ばわりされるまでに。自分がカリスマ教師だと勝手に勘違いし、女子からの人気回復をあれこれ試みながら、自らの「カリスマ教師への道」をまとめたノートを作っていた。だが、そのノートが元で、王子プロデュース作戦会議室にビデオカメラを設置し、女子たちを盗撮していたことがバレてしまう。なお山崎には、気が弱い普段の“表京太”と気が強い“裏京太”の二つの顔がある。
南原 隆（なんばら たかし）
演 - 永山たかし
2年A組の副担任で古典を担当。ダサいながらも女子たちに構って貰えていたが、男子たちの転入後は全く相手にされなくなる。漢字の読み間違いを辰哉に指摘されることもあった。豆まき大会で全治1ヵ月の負傷をしたため入院していたが、プリンスコンテストの代表投票を前に退院。男子たちに負けじと山崎と代表の座を巡り、しのぎを削ったが、山崎ともどもランク外となった。
仙川 茂雄（せんかわ しげお）
演 - 前田健
用務員。女子たちに空き教室を王子プロデュース作戦会議室として提供したり、「王子プロデュース」を進める女子たちだけでなく、プロデュースされる男子たちにもアドバイスを送っている。
御手洗 聖子（みたらい せいこ）
演 - 前田健（二役）
理事長で、その正体は仙川。代々、理事長職を務めてきた一族の掟で、女性しか理事長になれないことになっているが、仙川の代は生まれた子供がすべて男子だったため、女装してその慣わしに従った。普段は生徒と打ち解けるため、用務員になっている。

### その他
万代 樹（まんだい いつき）
演 - 粕谷佳五（第5・6話）
要とともに女の子たちに絡んでいたところを史造に懲らしめられたチンピラ。その場で恥をかいたことを逆恨みし、豆まき大会前日の夜、史造と一緒に下校していた千晶を彼女だと思い込み、翌日、要とともに聖花女子学園に潜入。偶然通りかかった太一・晋平兄弟の制服を奪った後、史造を探していた千晶を連れ去り、教室に監禁した。その後、連れ去られた彼女を救うために乗り込んできた史造を痛めつけた。しかし史造が無抵抗だった上、二人を探していた辰哉となみもそこにやって来たため、そのまま学園を去った。
三谷 要（みたに かなめ）
演 - 倉木譲二（第6話）
樹とともに女の子たちに絡んでいたところを史造に懲らしめられたチンピラ。史造に逆恨みを持つ樹と聖花女子学園に潜入後、千晶を監禁し、史造を痛めつけた。
回想の女の子たち
演 - 山岸真理（第6話）
樹と要にしつこく絡まれていた女の子の一人。
回想の女の子たち
演 - 本間四季舞（第6話）
樹と要にしつこく絡まれていた女の子の一人。
回想の女の子たち
演 - 馬場春佳（第6話）
史造に懲らしめられた樹と要を見に集まった取りまきの一人。
鶴賀 徹平（つるが てっぺい）
演 - 渡部豪太（第9・10話）
麒麟の中学時代の同級生で寿司屋。再会後も貧乏な麒麟をいじめ、女子更衣室の盗撮の罪をなすりつけたが、夏輝の訴えにより悪事がばれ、山崎と共に取り押さえられる。
佐倉 多門（さくら たもん）
演 - 加藤慶祐（第3話、第10話 - 最終話）
秀学館高校に通う、昨年のプリンスコンテストの優勝者。辰哉のプロデュースに協力。

## サブタイトル
1. 王子の素がやってきた!（2008年1月8日放送）
2. 王子プロデュース開始!（2008年1月15日放送）
3. 汚されたリボン!（2008年1月22日放送）
4. 焼きイモにありがとう!（2008年1月29日放送）
5. メガネの奥に見えるもの!（2008年2月5日放送）
6. ホントの強さ!（2008年2月12日放送）
7. メール大作戦!（2008年2月19日放送）
8. 陽のあたる場所へ!（2008年2月26日放送）
9. 捨てられた手ぶくろ!（2008年3月4日放送）
10. こころのアップリケ!（2008年3月11日放送）
11. 私なりのプロデュース!（2008年3月18日放送）
12. いもむしとキャベツ!（2008年3月25日放送）

## スタッフ
- 原案 - 中西研二（デジタルハリウッド・エンタテインメント）
- 企画 - 渡辺和哉（読売広告社）、三宅容介（ポニーキャニオン）、木村元子（デジタルハリウッド・エンタテインメント）
- 脚本 - 半澤律子、松田恵里子、ツル、恵光
- 番組担当 - 阿部真士（テレビ東京）
- プロデューサー - 中西研二（デジタルハリウッド・エンタテインメント）、男全修二（ポニーキャニオン）、原庸介（読売広告社）
- 監督 - 北川敬一、山下美紀子、日暮英典
- 制作 - デジタルハリウッド・エンタテインメント
- 製作 - 「正しい王子のつくり方」製作委員会（デジタルハリウッド・エンタテインメント・読売広告社・ポニーキャニオン）

## 主題歌
- オープニングテーマ - MEG『MAGIC』（ユニバーサルJ）[1]
- エンディングテーマ - RAUH-WELT『Brand New Me』（クライムミュージック）
- 劇中挿入歌（第12話） - 『The Meaning of that happiness』作詞・作曲：KYOHEI

## 関連書籍
- 『制服ボーイズ 「正しい王子のつくり方」公認ビジュアルブック』ゴマブックス、2008年2月29日。ISBN 9784777108428。
- 『制服ガールズ 「正しい王子のつくり方」公認ビジュアルブック』ゴマブックス、2008年2月29日。ISBN 9784777108435。

## ネット局
以下の6局で同時ネットされる。
- テレビ東京
- テレビ北海道
- テレビ愛知
- テレビ大阪
- テレビせとうち
- TVQ九州放送